# Through Her Eyes
"Through Her Eyes" je šesta pjesma s albuma Metropolis Pt. 2: Scenes from a Memory (izdan 1999. godine) i peti izdani singl američkog progresivnog metal sastava Dream Theater. Tekst pjesme je napisao John Petrucci. 

## Popis pjesama
| Br. | Skladba | Tekstopisac                                                 | Skladatelj    | Trajanje |
| --- | --- | ----------------------------------------------------------- | ------------- | -------- |
| 1.  | »Through Her Eyes« (radio verzija) | John Petrucci                                               | Dream Theater | 4:34     |
| 2.  | »Through Her Eyes« (alternativna verzija)                                                                                                | Petrucci                                                    | Dream Theater | 6:01     |
| 3.  | »Home« (radio verzija) | Mike Portnoy                                                | Dream Theater | 5:37     |
| 4.  | »Home« (uživo) | Portnoy                                                     | Dream Theater | 14:13    |
| 5.  | »When Images and Words Unite" - "Pull Me Under" - "Under a Glass Moon" - "A Fortune in Lies" - "Only a Matter of Time" - "Take the Time« | - Kevin Moore - Petrucci - Petrucci - Moore - Dream Theater | Dream Theater | 15:53    |

## Izvođači
- James LaBrie - vokali
- John Petrucci - električna gitara
- John Myung - bas-gitara
- Mike Portnoy - bubnjevi
- Jordan Rudess - klavijature

## Vanjske poveznice
- Službene stranice sastava Dream Theater  Arhivirana inačica izvorne stranice od 9. studenoga 2008. (Wayback Machine)